# الخروف (مذيخرة)

تعديل مصدري - تعديل

الخروف محلة تابعة لقرية حمر اسفل، التابعة لعزلة الجوالح بمديرية مذيخرة إحدى مديريات محافظة إب في الجمهورية اليمنية، بلغ تعداد سكانها 65 حسب تعداد اليمن لعام 2004.